# توماس سكروب
توماس سكروب (بالإنجليزية: Thomas Scrubb)‏ مواليد 26 سبتمبر 1991 في ريتشموند، هو لاعب كرة سلة كندي. بدأ مسيرته الاحترافية في سنة 2015. يلعب مع غيسن فورتي سيكسرز في الدوري الألماني لكرة السلة. يبلغ طوله 6 قدم 6 بوصة (2.0 م).

## روابط خارجية
- توماس سكروب على موقع الاتحاد الدولي لكرة السلة (الإنجليزية)
- توماس سكروب على موقع الدوري الإسباني لكرة السلة (الإسبانية)
- توماس سكروب على موقع كرة السلة الأوروبية.كوم (الإنجليزية)
- توماس سكروب على موقع ريلجم (الإنجليزية)
- توماس سكروب على موقع بروبوليرز (الإنجليزية)
- توماس سكروب على موقع سبورتس رفرنس (الإنجليزية)